# Le Leuy
Le Leuy är en kommun i departementet Landes i regionen Nouvelle-Aquitaine i sydvästra Frankrike. Kommunen ligger i kantonen Tartas-Est som tillhör arrondissementet Dax. År 2022 hade Le Leuy 228 invånare.

## Befolkningsutveckling
Antalet invånare i kommunen Le Leuy
Referens:INSEE